# Twierdza Louisbourg

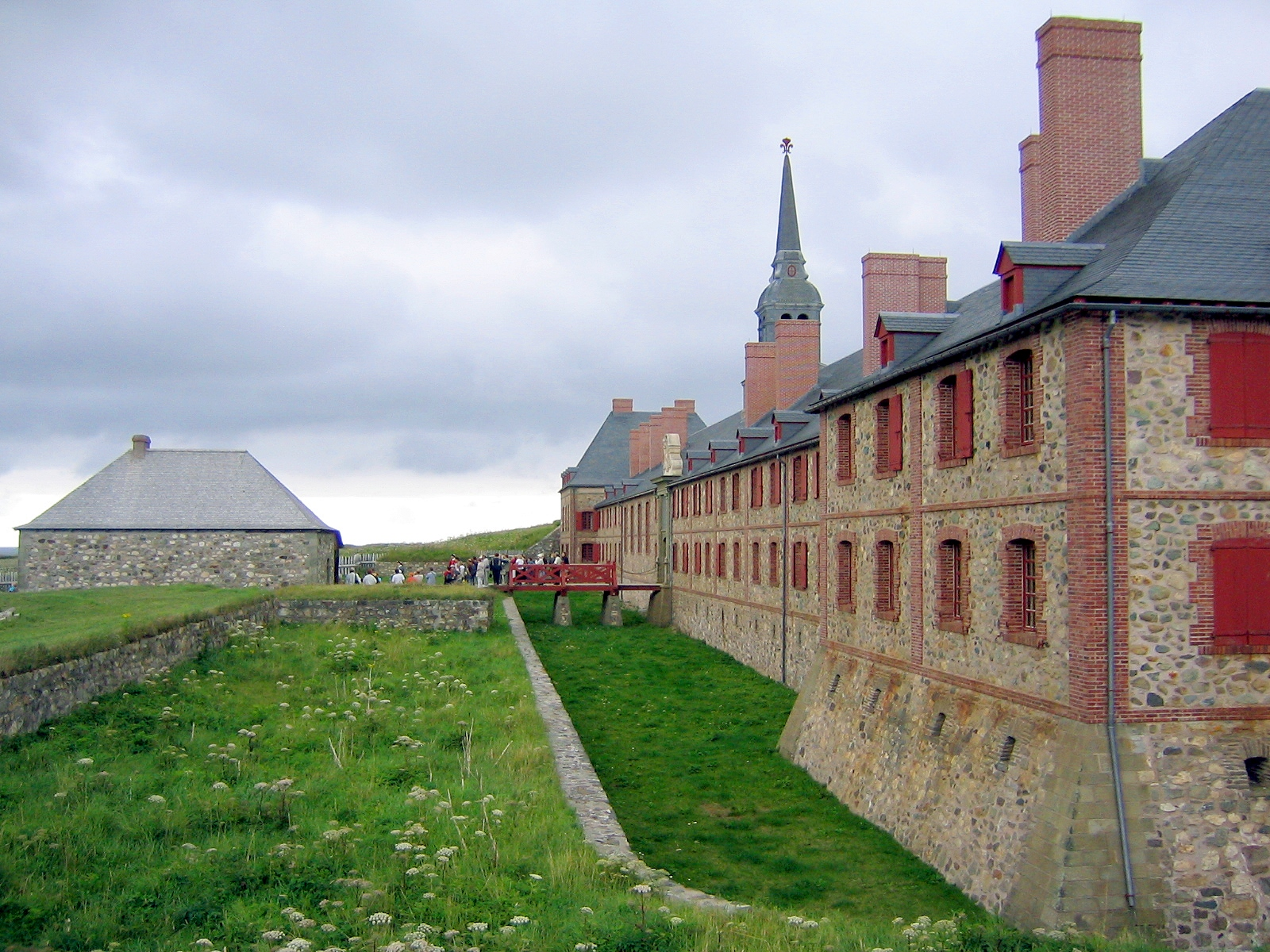
Twierdza Louisbourg – wygląd współczesny

Twierdza Louisbourg została zbudowana w 1720 na wyspie Cape Breton, północnym cyplu Nowej Szkocji obok osady Louisbourg przez francuską administrację kolonialną. Twierdzę zbudowano po utracie Akadii w 1713 r. na mocy traktatu pokojowego w Utrechcie kończącego wojny o sukcesję hiszpańską.
Louisbourg był najpotężniejszą twierdzą w Ameryce Północnej. Wielki program budowy fortyfikacji rozpoczął się w 1719 i w latach 40. XVIII w. miasto otaczały mury z kamienia ze stanowiskami dla artylerii. Wojskowi inżynierowie pod kierunkiem Jean-François Verville'a zaprojektowali twierdzę według zasad Vaubana, a miasto wzorowali na teoriach urbanistyki Francji XVIII wieku.
Louisbourg był dwukrotnie oblegany i zdobywany przez Brytyjczyków (w 1745 i 1758). W 1760 forteca została zburzona. Dzisiejsze miasteczko Louisburg, mały port rybacki, wyrosło na drugim końcu portu fortecy.
Forteca Louisbourg została uznana za Narodowe Miejsce Historyczne w 1928, i w 1961 rozpoczęła się pieczołowita odbudowa na podstawie znalezisk archeologicznych i licznych historycznych dokumentów. Do tej pory odbudowano część fortyfikacji, budynki cytadeli, miejskie nabrzeże i kilka ulic z domami, sklepami i tawernami.
Dziś forteca Louisburg jest jedną z największych atrakcji turystycznych Nowej Szkocji obok cytadeli w Halifaksie.